# Теректи (Жетысуская область)
Теректи (каз. Теректі, до 2018 г. — Садовое) — село в Саркандском районе Жетысуской области Казахстана. Входит в состав Черкасского сельского округа. Код КАТО — 196057500.

## Население
В 1999 году население села составляло 165 человек (84 мужчины и 81 женщина). По данным переписи 2009 года, в селе проживали 74 человека (42 мужчины и 32 женщины).